# Bistum Mansa
Das Bistum Mansa (lateinisch Dioecesis Mansaensis, englisch Diocese of Mansa) ist eine in Sambia gelegene römisch-katholische Diözese mit Sitz in Mansa.

## Geschichte
Papst Pius XII. gründete die Apostolische Präfektur Fort Rosebery mit der Apostolischen Konstitution Firmissima libertatis am 10. Juli 1952 aus Gebietsabtretungen des Apostolischen Vikariat Bangueolo.
Am 3. Januar 1961 wurde sie zum Bistum erhoben. Am 22. November 1967 nahm es den aktuellen Namen an.

## Ordinarien

### Apostolischer Präfekt von Fort Rosebery
- René-Georges Pailloux MAfr (7. November 1952 – 3. Januar 1961)

### Bischof von Fort Rosebery
- René-Georges Pailloux MAfr (3. Januar 1961 – 22. November 1967)

### Bischöfe von Mansa
- René-Georges Pailloux MAfr (1967–1971)
- Elias White Mutale (1971–1973)
- James Mwewa Spaita (1974–1990)
- Andrew Aaron Chisha (1993–2009)
- Michel Merizzi MAfr (2009–2013 Apostolischer Administrator)
- Patrick Chisanga OFMConv (seit 2013)